# Melittia gilberti
Melittia gilberti is een vlinder uit de familie wespvlinders (Sesiidae), onderfamilie Sesiinae.
Melittia gilberti is voor het eerst wetenschappelijk beschreven door Eichlin in 1992. De soort komt voor in het Neotropisch gebied.